# Bryobia nigromontana
Bryobia nigromontana är en spindeldjursart som beskrevs av Meyer 1992. Bryobia nigromontana ingår i släktet Bryobia och familjen Tetranychidae. Inga underarter finns listade.